# Borough londonien de Camden
Pour les articles homonymes, voir Camden.
Le borough londonien de Camden (en anglais : London Borough of Camden) est un borough du Grand Londres. Situé dans l'Inner London et créé en 1965 par la fusion des districts métropolitains de Hampstead, Holborn et Saint-Pancras, il compte 262 226 habitants selon les estimations de 2018. Il est principalement connu dans le reste du monde pour abriter la British Library et le British Museum, ainsi que les gares de Euston, Saint-Pancras et King's Cross.

## Géographie

### Districts et quartiers

Districts du borough de Camden.

Le borough londonien de Camden se compose des districts et quartiers suivants : Bloomsbury, Brondesbury, Camden Town, Chalk Farm, Covent Garden (une partie se trouvant dans la Cité de Westminster), Cricklewood, Dartmouth Park, Fitzrovia (une partie se trouvant dans la Cité de Westminster), Fortune Green, Gospel Oak, Hampstead (incluant Belsize Park, Frognal, Finchley Road, South Hampstead et Swiss Cottage), Hatton Garden (incluant Saffron Hill), Haverstock, Highgate (partie sud-ouest), Holborn (une partie se trouvant dans le borough de Brent), Kentish Town, Kilburn (une partie se trouvant dans le borough de Brent), Kings Cross, Primrose Hill, Regent's Park (en partie), St Giles, St Pancras, Somers Town, Tufnell Park et West Hampstead.

### Lieux d'intérêt
Les lieux d'intérêt du borough de Camden incluent l'écluse de Camden (Camden Lock) sur le Regent's Canal, le Dominion Theatre, Neal's Yard, le British Museum, la BT Tower, Hampstead Heath, le musée juif de Londres, le West End theatre, le Sir John Soane's Museum, Russell Square, le Freud Museum, la Donmar Warehouse, le Shaftesbury Theatre, le Petrie Museum of Egyptian Archaeology et le Camden Market.

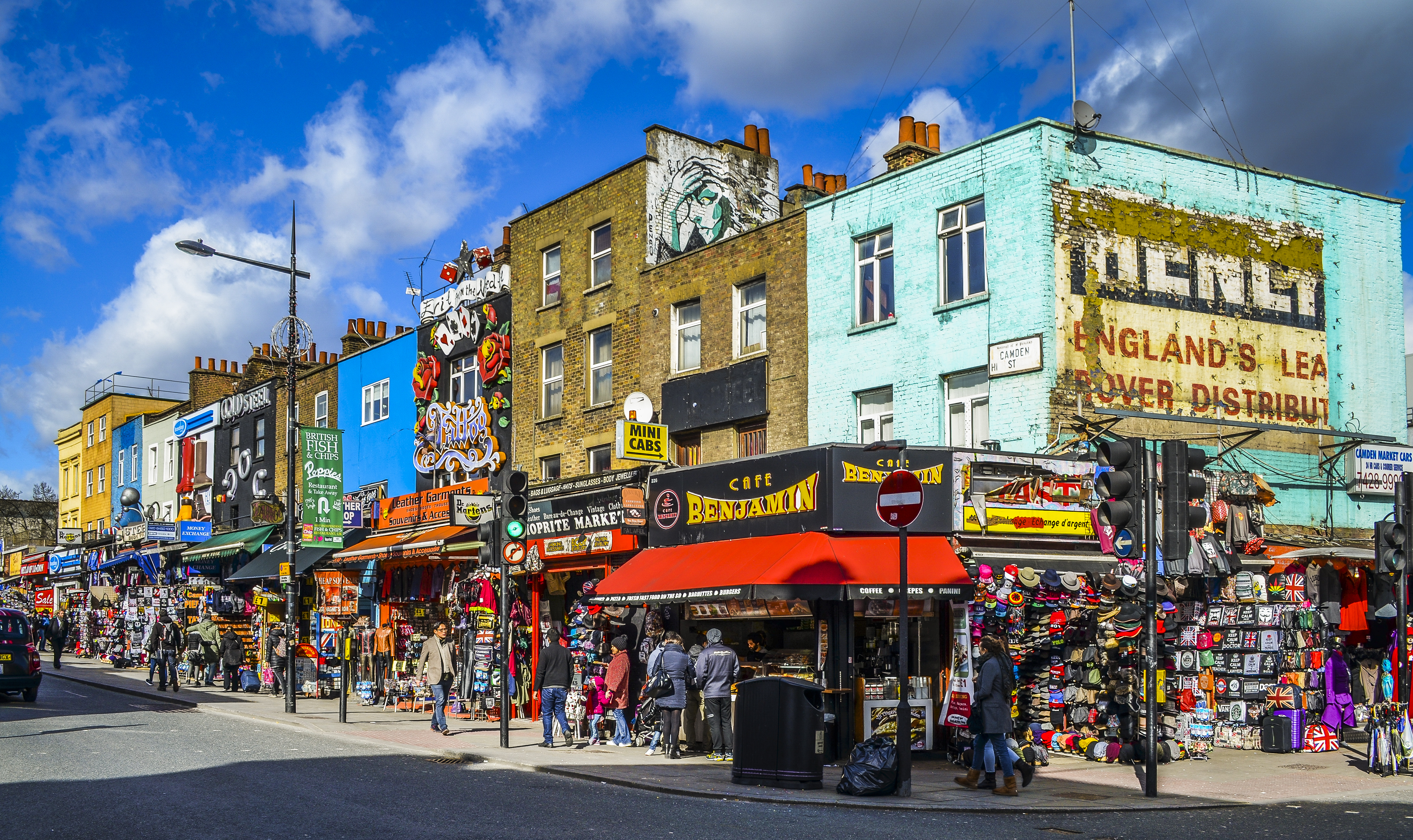
Camden High Street à Camden Town.
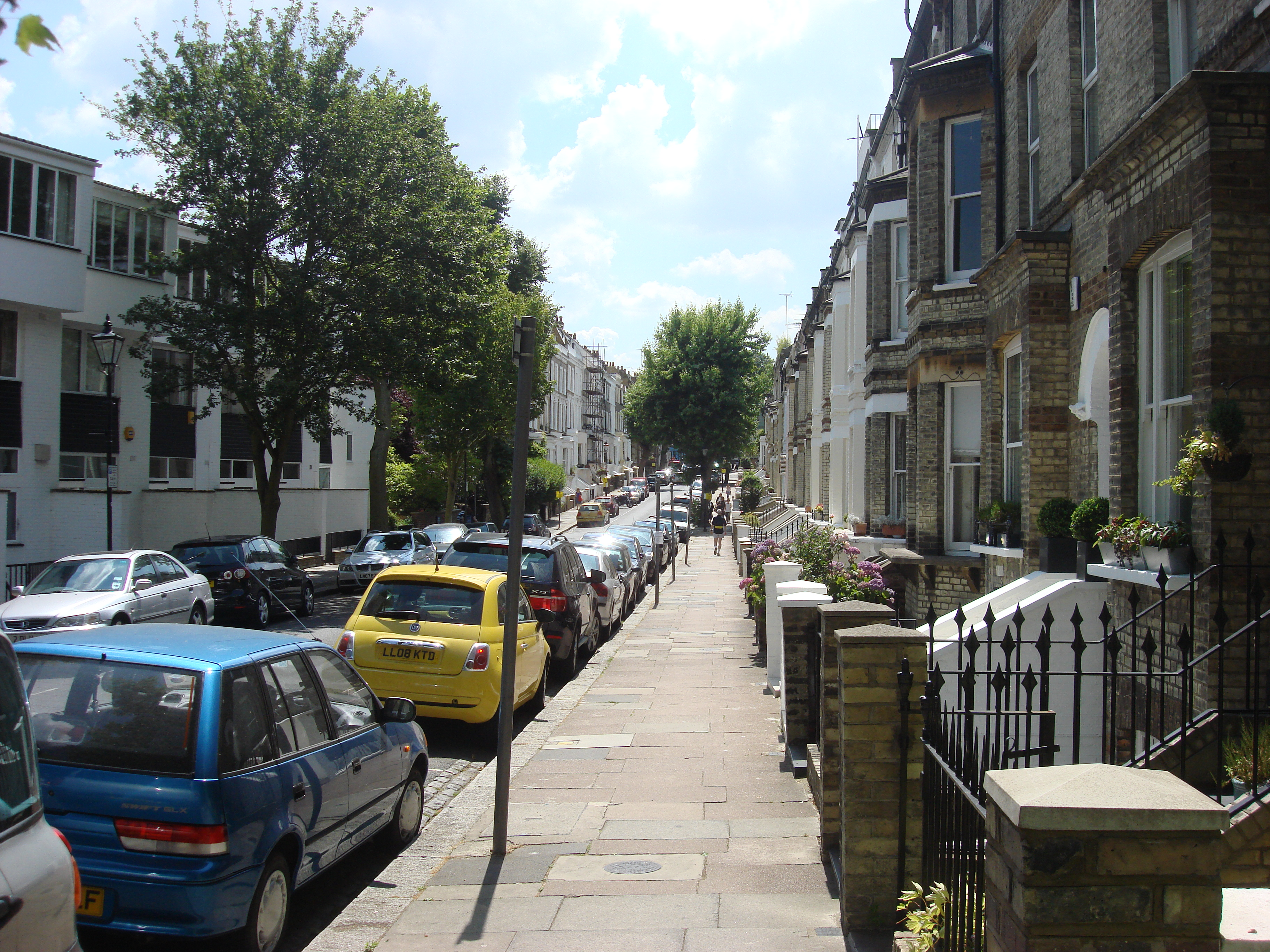
Hampstead.
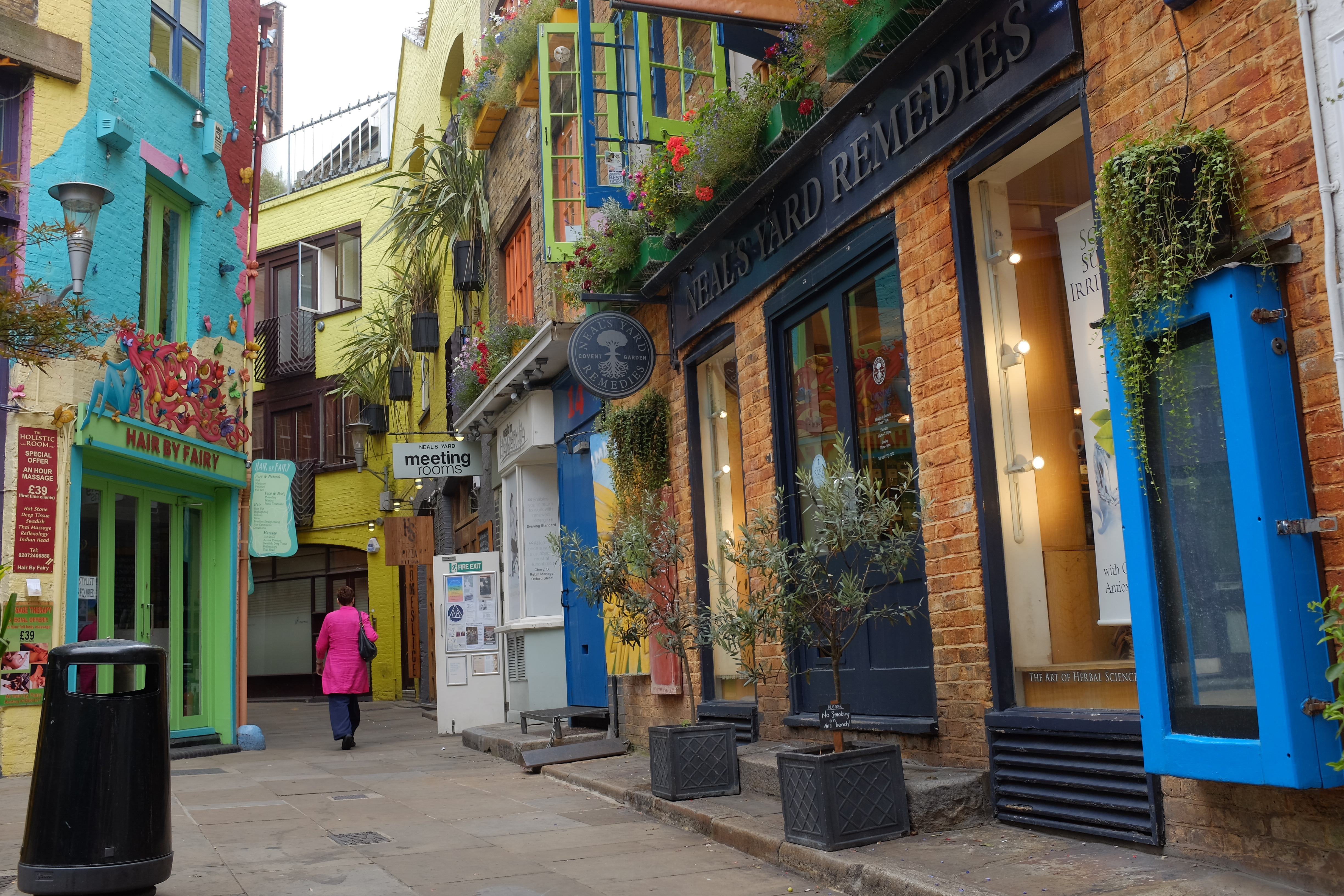
Neal's Yard.
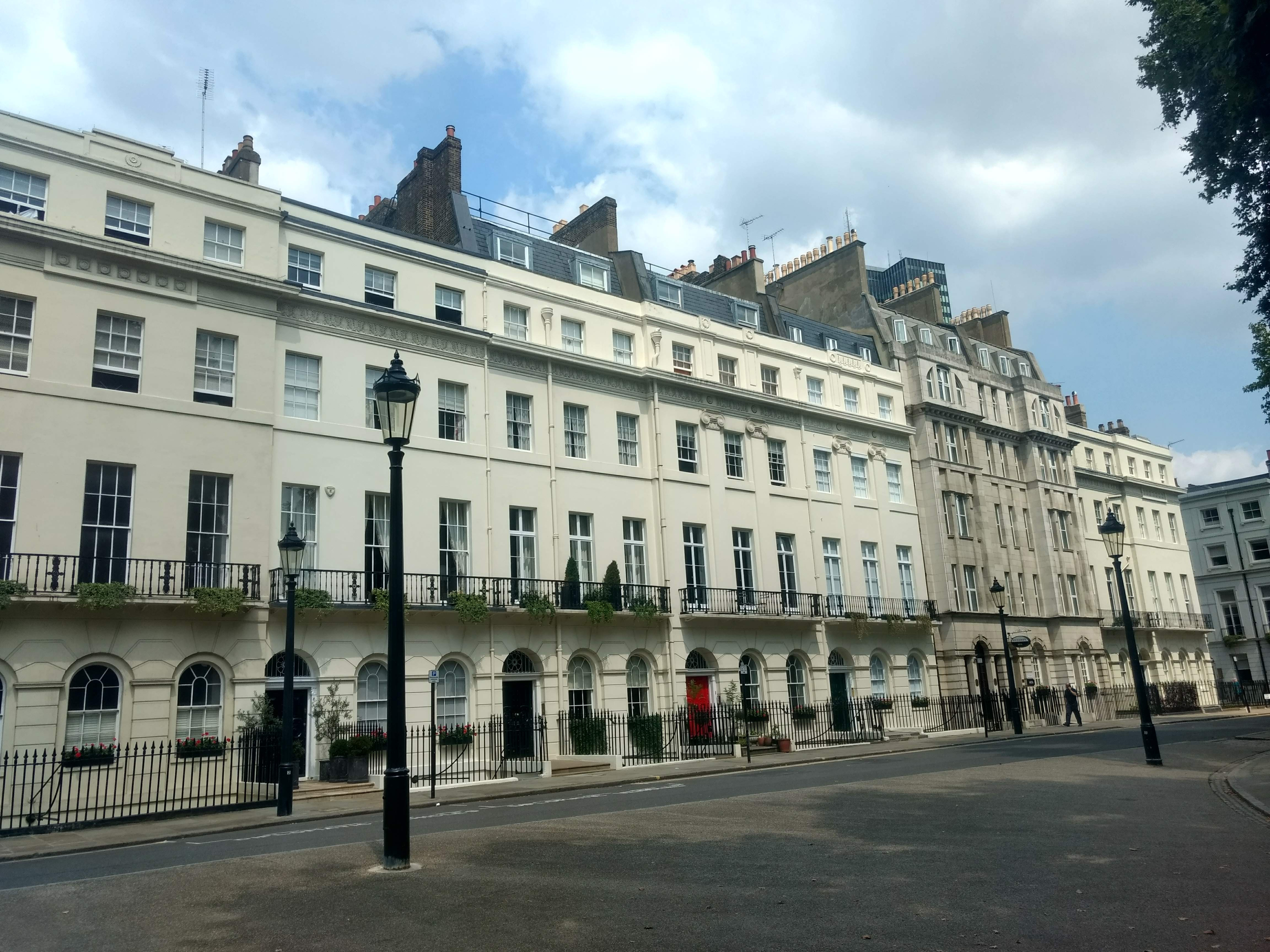
Fitzrovia dans le borough de Camden.
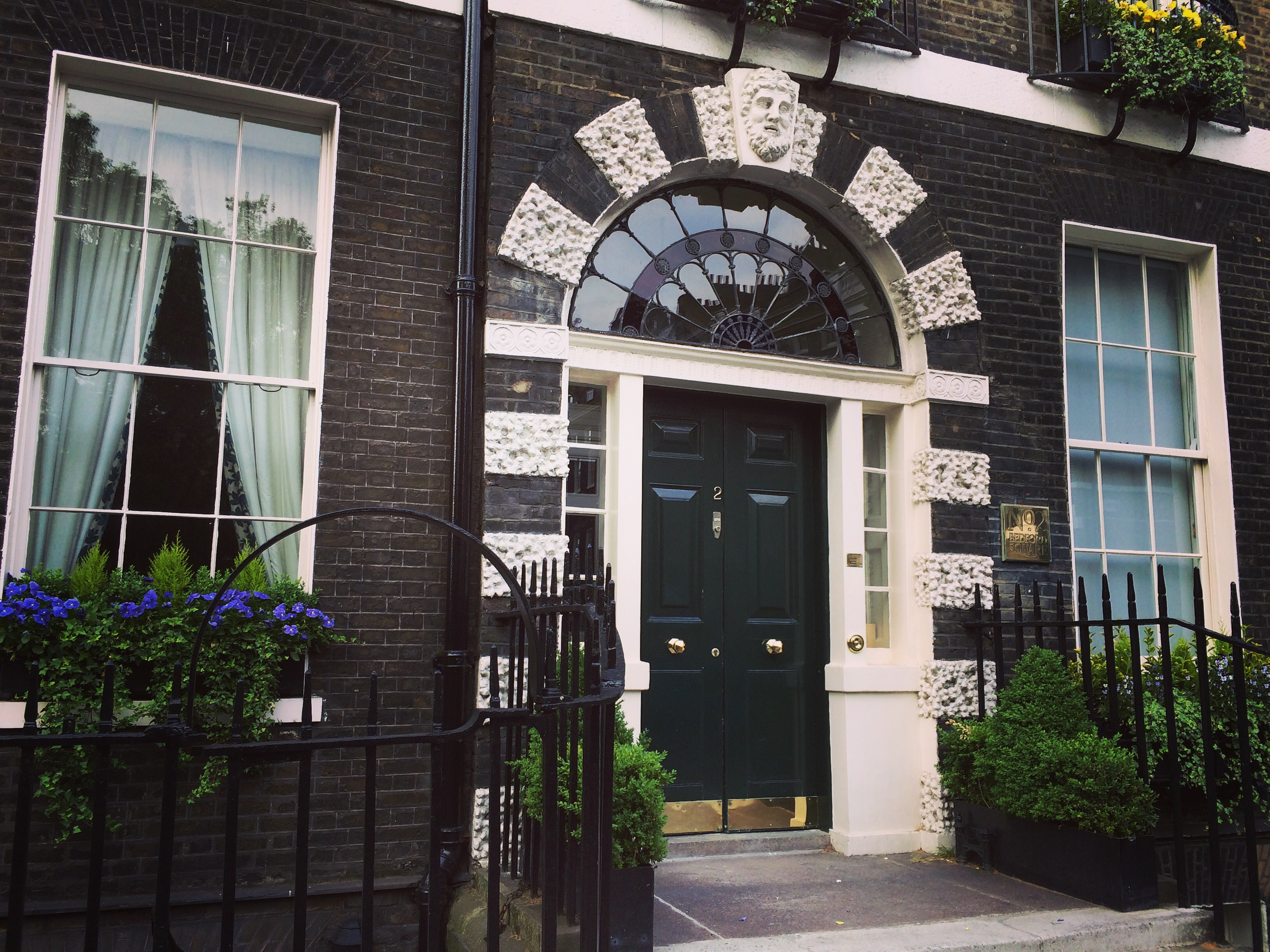
Bâtiment de Bedford Square, Bloomsbury

### Transports
Le borough est desservi par huit des onze lignes du métro de Londres : la Circle line, Central line, Hammersmith & City line, Jubilee line, Metropolitan line, Northern line, Piccadilly line et Victoria line. Six des lignes effectuent un arrêt à la station la plus fréquentée du réseau, King's Cross St. Pancras, située dans le borough.

## Politique
Le borough est représenté par deux parlementaires à la Chambre des communes du Royaume-Uni, élus dans les circonscriptions de Hampstead and Kilburn et Holborn and St Pancras. Il s'agit actuellement respectivement de Tulip Siddiq et Keir Starmer, tous deux membres du Parti travailliste. Le borough de Camden, faisant partie de la circonscription de Barnet and Camden, élit un membre de l'Assemblée de Londres, actuellement Andrew Dismore, également membre du Parti travailliste.